# إدوارد باتن
إدوارد باتن (بالإنجليزية: Edward Patten)‏ هو مغني أمريكي، ولد في 27 أغسطس 1939 في أتلانتا في الولايات المتحدة، وتوفي في 25 فبراير 2005 في ليفونيا في الولايات المتحدة بسبب سكتة.

## وصلات خارجية
- إدوارد باتن على موقع ميوزك برينز (الإنجليزية)
- إدوارد باتن على موقع أول ميوزيك (الإنجليزية)
- إدوارد باتن على موقع ديسكوغز (الإنجليزية)